# Simandre
Simandre är en kommun i departementet Saône-et-Loire i regionen Bourgogne-Franche-Comté i östra Frankrike. Kommunen ligger i kantonen Cuisery som tillhör arrondissementet Louhans. År 2022 hade Simandre 1 744 invånare.

## Befolkningsutveckling
Antalet invånare i kommunen Simandre
| Referens: INSEE |